# Franck Piccard
Franck Piccard, född den 17 september 1964 i Albertville, Frankrike, är en fransk utförsåkare.
Han tog OS-guld i herrarnas super-G och OS-brons i herrarnas störtlopp i samband med de olympiska utförstävlingarna 1988 i Calgary.
Därefter tog han OS-silver i herrarnas störtlopp i samband med de olympiska utförstävlingarna 1992 på hemmaplan i Albertville.